# QURAS
QURAS（キュラス）とは、スマートコントラクトの手数料を分配し、スマートコントラクトのプライバシー保護を目指したプラットフォームを開発しているブロックチェーンプロジェクトである。名称の由来はCureの複数形から来たとされ、2017年から稼働しているプロジェクトである。

## 概要
QURASは、スマートコントラクトの匿名化を目指したプラットフォーム型の独自ブロックチェーンプロジェクトである。
ビットコインをはじめとしたブロックチェーンにおいてはプライバシーのなさが指摘され、これまでMonero, Dash, Zcash、Grinなどの匿名通貨が生まれてきた。匿名仮想通貨であるZcash（ゼットキャッシュ）でも利用されているハッシュを公開することなくハッシュに関する知識の証明が必要な「ゼロ知識証明」の技術であるzk-SNARKs、Monero（モネロ）に利用されている複数人の公開鍵を束ねて利用することで誰が署名したかを特定しにくくする「リング署名」の技術であるRing CTを実装しており、これにより、QURASの基軸デジタルアセットであるXQCやXQGの送金のプライバシー保護や、スマートコントラクトの機能の一つであるトークンの送金に匿名機能だけでなく、トークン送金以外のスマートコントラクトの機能にもプライバシー保護が可能になる。
2つの匿名技術を利用しているのは、zk-SNARKSはデータの匿名化に適しているが、暗号化速度やモジュールの重さなどに課題があり、グループ内のプライバシー保護に適したRing CT技術も活用することで、幅広いプライバシー保護やセキュリティ向上の解決策を提供できるとされる。Ring CTに関しては、将来的には管理者のいる匿名技術を実装する計画を立てており、これによりトランザクションにプライバシー保護を持ちながら、管理者のみが履歴を追跡できるようになり、より実践的な匿名技術の活用や、レギュレーションへの応用が実現されることになる。
イーサリアムでもzk-SNARKsの実装は進めているが、残高のプライバシー保護は可能だが、プライバシー保護の可能なスマートコントラクトが実行することができず、プライバシー保護が不足していると言われる、ゼロ知識とリング署名の実装を行い匿名スマートコントラクトが実行できるプロトコルがQURASのみが実現しており、匿名スマートコントラクトの利用例として、金融、医療、ヘルスケア、サプライチェーン、電子投票、IoT、行政、匿名入札、ゲームやギャンブルなどの分野での応用が期待される。

## 通貨名および発行枚数
XQC（キュラスコイン）
QURASプロトコルにおける基軸デジタルアセット。発行枚数888,888,888。匿名送金可能で、XQCを保有することにより、約18秒毎にXQGをステーキングすることが可能。
XQG（キュラスガス）
XQCを保有することで約18秒毎に付与されるガストークン。発行枚数888,888,888。匿名送金可能で、QURASのスマートコントラクトの実行時に消費されるガスコイン。

## アルゴリズム
QURASプロトコルではTSdBFT(Transaction Sharing Delegated Byzantine Fault Tolerance)が採用されている。dBFTではブロックチェーンへの参加者は投票によって承認者（ブックキーパー）を選び、更に選ばれたブックキーパーの中から代表者1名をランダムで設定される。その後、その代表者は他のブックキーパーから信認投票が行われ、全体の３分の２の信認が得られなければ再度ブックキーパーが選出し直される。これにより、ネットワークノードの3分の2が本物で正直である限り、そのプロセスでコンセンサスが合意が得ら、不正行為にある程度の耐性があり、ネットワーク上で一度コンセンサスを得ると、後で別のコンセンサスを得ることは不可能になり、理論上、dBFTはネットワークから効果的に不当な行為者を排除するとされる。また、基軸デジタルアセットであるXQCを保有すると約18秒毎にXQGがステーキングされるが、このXQGはQURASを利用するプロジェクトのスマートコントラクトの実行時に消費され、ホワイトペーパーによれば、消費されたXQGの20－40％がトークンマネージャーに分配されるとされる。この仕組みを開発した背景としては、イーサリアムで資金調達した多くのプロジェクトがETHの下落により資金ショートをしており、その問題解決の為、QURASを利用するプロジェクトの継続性を高めることを目的としている。

## メディア
- What Blockchain Executives Think About The Uproar Around Facebook's Libra Forbes
- Where Is Blockchain Technology Going In The Next 5 Years? 10 Experts Weigh In cryptoradar
- Blockchain and Privacy: How Anonymous Transactions Could Shape the Future Yahoo finance
- Quras: Public Blockchain meets Privacy Technologies on Smart Contracts marketwatch
- The World’s First Public Blockchain with Secret Contracts is Making its Case coincentral
- Blockchain Mass Adoption: Expert Takes on What is Needed hackermoon
- The Disruptive Convergence of Blockchain and IoT AMBCRYPTO
- 来自隐私需求大国日本QURAS人气骤升的背后原因 金色財経
- 5 companies set to drive blockchain adoption in Asia e27